# نیدرورزل
نیدرورزل (به آلمانی: Frankfurt-Niederursel) یک منطقهٔ مسکونی در آلمان است که در فرانکفورت واقع شده‌است. نیدرورزل  ۱۶٬۱۶۹ نفر جمعیت دارد.